# Matías Enrique Paredes
Matías Enrique Paredes (Berazategui, 1 de febrero de 1982) es un exjugador argentino de hockey sobre césped. Formó parte de la Selección nacional. Se formó en el Club Atlético Ducilo de la provincia de Buenos Aires. Jugó siete temporadas en los clubes Laren y SCHC Utrecht, de la liga neerlandesa y en el Hamburgo Uhlenhorst, de la liga alemana.

## Carrera deportiva
Matías Paredes se formó en las categorías inferiores del Club Atlético Ducilo, en Berazategui. En 2001, con 19 años, fue elegido para integrar la selección nacional mayor.
- 2000: medalla de oro en el Campeonato Panamericano Junior.
- 2001: subcampeón mundial juvenil.
- 2002: medalla de oro en los Juegos Panamericanos de 2003.
- 2004: es seleccionado para integrar el equipo que clasificó a los Juegos Olímpicos de Atenas donde finalizó en la 11.ª posición.
- 2007: medalla de plata en los Juegos Panamericanos de 2007.
- 2008: medalla de bronce en el Champions Trophy.
- 2011: medalla de oro en los Juegos Panamericanos de 2011.
- 2014: medalla de bronce en el Campeonato Mundial.[1]
- 2015: medalla de oro en los Juegos Panamericanos de 2015.
- 2016: medalla de oro en los Juegos Olímpicos de Río de Janeiro 2016.[2]
- 2019: medalla de oro en los Juegos Panamericanos de 2019.[3]